# となりのランドセルw
『となりのランドセルw』は、宮下未紀による日本の漫画作品。『ジャンプSQ.19』（集英社）にて2010年創刊号から2014年9月号まで連載された。

## あらすじ
山田一郎は毎日、通学路で藤崎栞に話しかけようとするが今一歩踏み込めずにいた。ある日一郎の隣に引っ越してきた隣人が突然押し掛けて来た。その時に偶然にも藤崎栞が届け物に来て主人公と隣人の現場に遭遇する。

## 登場人物
山田 一郎（やまだ いちろう）
この物語の主人公。平凡で冴えない高校生。あることがきっかけで栞にあらぬ誤解を受ける。
藤崎 栞（ふじさき しおり）
一郎が密かに想いを寄せる同級生。一郎の毎朝の行動に関してはまんざらでもない様子だが、誤解により容赦なく制裁を加える。運動神経は抜群だが、実は近視である。
佐倉 萌絵（さくら もえ）
一郎の自宅の隣に越してきた少女。11歳の小学6年生。145cmと、小柄な割に巨乳なため、よく大人と間違われる。髪型はツインテール。成熟したボディとは裏腹に、精神的には非常にあどけなく、周りからの性的な視線にも無頓着。
佐倉 絵里（さくら えり）
萌絵の母親。駅前のクラブマスカットに勤務する26歳。娘同様おおっぴらな性格である。
星川 きらら（ほしかわ きらら）
萌絵の友人で、クラスメイト。萌絵と、萌絵の巨乳が大好き。精神的には早熟だが、身体的には未成熟で、胸は「ぺったんこ」。
音無 霞（おとなし かすみ）
萌絵の友人で、同級生。ド近眼な上に超が付くほどのドジっ子。エッチな本から得た中途半端な知識を元に、よく妄想を暴走させてしまう。

## 書誌情報
- 宮下未紀『となりのランドセルw』集英社〈ジャンプ・コミックス〉、全4巻
  1. 2011年9月7日第1刷発行（9月2日発売[集 1]）、 ISBN 978-4-08-870333-6
  2. 2012年10月9日第1刷発行（10月4日発売[集 2]）、 ISBN 978-4-08-870491-3
  3. 2014年2月9日第1刷発行（2月4日発売）、 ISBN 978-4-08-880012-7
  4. 2014年10月8日第1刷発行（10月3日発売）、 ISBN 978-4-08-880201-5